# Fleury François Richard
Fleury François Richard (dit parfois Fleury-Richard), né le 25 février 1777 à Lyon et mort le 14 mars 1852 à Écully, est un peintre de l'École de Lyon, élève de Jacques-Louis David et l'un des précurseurs, avec son ami Pierre Révoil, du style troubadour.

## Biographie

### Famille
Fleury François Richard naît le 25 février 1777 à Lyon dans une riche famille bourgeoise de six enfants. Son père est conseiller-rapporteur du point d'honneur, ce qui lui donne le droit de porter l'épée. Sa mère fait partie d'une famille d'artistes.

### Études
Il étudie d'abord au collège de l'Oratoire de Lyon. Sa famille remarque son goût pour le dessin et le destine à devenir dessinateur pour la Grande Fabrique, c'est-à-dire pour l'industrie de la soie. Il rentre vers 1789 à l'école de Dessin de la ville où il a pour professeur Alexis Grognard et où il rencontre Pierre Révoil. Il interrompt définitivement ses études à la fin du printemps 1793 lors du soulèvement de Lyon contre la Convention nationale, qui déstabilise complètement l'industrie de la soie lyonnaise.

### Séjour à Paris
Son père l'envoie à Paris en 1794. Il loge chez sa tante et assiste le lendemain de son arrivée au convoi conduisant à l'échafaud Élisabeth de France, sœur du roi Louis XVI. Vingt ans plus tard il lui consacre un tableau, qu'il offre à son frère, le comte d'Artois. Grâce aux relations de sa famille, il obtient un emploi dans la commission de secours publics. Il passe ses loisirs au Louvre et au Cabinet des Estampes et fréquente assidument les théâtres. Il participe, sans bien comprendre comment et pourquoi, aux évènements marquant la fin de la Terreur, et notamment à la chute de Robespierre. Pendant l'hiver 1794-95, Fleury fait la connaissance de Madame Flachat, qui tient un salon rassemblant les Lyonnais habitant Paris. Elle devient sa confidente et il reproduit dans ses Souvenirs plusieurs de ses lettres.

### Atelier de David

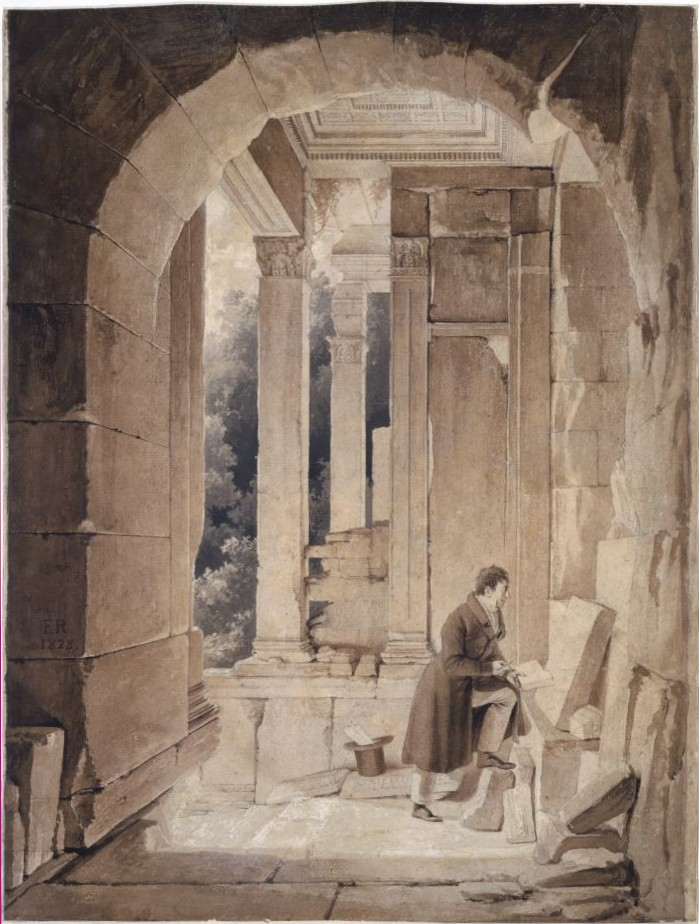
Lavis de Fleury Richard - François Artaud copiant une inscription dans le temple de Diane à Nîmes, MBA Lyon, inv. H 825.

Richard quitte Paris le 20 mai 1795 et revient à Lyon. Avec ses amis il voyage dans les villes voisines et en particulier Vienne. Il y rencontre sa future épouse, Blanche Menut. À la même époque il fait la connaissance de Pierre Toussaint Dechazelle. Négociant et dessinateur en soierie, il est séduit par l'autoportrait que le jeune homme a peint en s'inspirant de Jean-Michel Grobon. Il convainc les parents de Fleury de le renvoyer à Paris.
Tout s'enchaine donc pour qu'en 1796 Fleury rejoigne d'abord à Paris l'atelier du sculpteur Pierre Julien. Puis, à l'automne 1796, il retrouve Révoil à l'atelier de Jacques-Louis David. La vie de Fleury et Révoil à l'atelier de David, nous est connue par plusieurs sources, dont le témoignage laissé par les Souvenirs d'Étienne-Jean Delécluze, publiés en 1855 : « Richard Fleury [sic] et Révoil, bien élevés, très-retenus dans leur discours et habituellement couverts de vêtements très propres, faisaient honneur à la bonne bourgeoisie et au gros commerce lyonnais [...] Ils se montraient affables et polis envers tous. Les élèves les respectaient. » Richard monte en grade rapidement au sein de l'atelier, et passe du statut de simple dessinateur à celui de peintre à l'été 1797.
Épuisé par le rythme soutenu de l'atelier, il fait un séjour d'une année à Lyon. Il effectue à cette époque plusieurs commandes et portraits de sa famille et de celle de Dechazelle. De retour à Paris en 1798, il donne, en alternance avec Révoil, des cours de dessins, et continue à peindre au sein de l'atelier de David. Il entre également en contact avec d'autres peintres, dont Jacques Henri Sablet, qui l’influence fortement par la suite. Fort du succès de ses premières créations, il fréquente l'intelligentsia parisienne, où son style troubadour est très en faveur, et devient le peintre de prédilection de l'impératrice qui acquiert plusieurs de ses tableaux alors que la renommée européenne de ses premières œuvres est saluée par Madame de Staël. Vers 1800, il quitte Paris et l'atelier de David qui exerce sur lui une influence qui durera toute sa vie. La même année, il est nommé Émule de l'Athénée de Lyon puis Membre de l'académie d'Anvers.

### La renommée
Il expose pour la toute première fois au Salon en 1801, avec deux œuvres: un tableau intitulé Sainte Blandine et un dessin, Portrait d'une jeune personne devant un piano. L'année suivante, il connait son premier vrai succès au Salon, avec Valentine de Milan pleurant la mort de son époux Louis d'Orléans. Il est reconnu dès 1804 comme meilleur représentant de ce genre inédit. Denon note à son propos : « Richard s'est placé au premier rang par le choix de ses sujets, par sa lumière et ses effets piquants [...] Les quatre tableaux qu'il a eu au Salon sont quatre petits chefs-d’œuvre [...] Il y joint le beau métier des Flamands au goût et à la convenance de l’École française. »
En 1809, il installe son atelier au palais Saint-Pierre à Lyon où il jouit d'une grande réputation : son atelier lui est offert par la ville en remerciement pour la renommée dont il fait bénéficier la cité. La même année il est fait membre titulaire de l'académie des Sciences, Belles-Lettres et Arts de Lyon. Il est introduit dans la Loge écossaise d'Isis en 1809 et bénéficie de nombreuses décorations et distinctions : membre de l'Académie de Turin (1810), décoration de l'ordre du Lys et peintre de genre de Monsieur en 1814, chevalier de la légion d'honneur en 1815, professeur à l'école impériale des Beaux-arts de Lyon, où il exerce de 1818 à 1823, membre correspondant de l'Académie royale des Beaux-Arts (1822), chevalier de l'Ordre Royal de Saint Michel (1824) et peintre ordinaire de la chambre du Roi (1826). Ce dernier titre est honorifique car à la suite d'une maladie nerveuse, Richard éprouve de plus en plus de difficultés à peindre après 1826.
Il épouse une de ses élèves, Blanche Menut, fille d'un banquier le 27 octobre 1814 et est élevé au grade de Chevalier de la Légion d'honneur en 1815. À la suite de la démission de Révoil en 1818, il est nommé professeur de peinture à l’École des beaux-arts de Lyon. Inversement Révoil le remplace en 1823.

### Retraite
Il tente de renouveler son style avec Jeune fille à la fontaine mais n'obtient pas le succès escompté. Épuisé et malade nerveusement, il arrête d'exposer après le Salon de 1824. Atteint d'une attaque de paralysie en 1840, il cesse définitivement de peindre. Il effectue néanmoins une dernière exposition au Salon de 1846. En 1851 il s'installe à Écully où il se consacre à l'écriture et à la gestion de ses terres. Il rédige ses Souvenirs, des notices sur les peintres et un ouvrage où il expose Quelques réflexions sur l'enseignement de la peinture dans les villes de second ordre. Avant sa mort le 14 mars 1852 à Écully, il fait don à la ville Lyon de sa collection de gravures.

## Inspirations et influences

### Voyages
En quête d'inspiration, il part à l'étranger visiter Milan, Turin. À Genève, il visite les établissements de la Société des Arts avec Abraham Töpffer et en ressort avec un diplôme d'associé honoraire. En France il visite le Dauphiné, et est particulièrement impressionné par la grotte de la Balme, où il place plus tard la scène de La mort de Saint Paul l'Ermite.

### Recherches sur les décors et les costumes
Il a été également beaucoup influencé par les peintres hollandais du Siècle d'Or, comme van der Werff, et leur travail sur les intérieurs bourgeois et la couleur. Richard consigne dans ses manuscrits nombre d'études de costumes (il puise son inspiration dans les recueils de Gaignères, Rois et reines de France et personnages de différentes qualités d'après des monuments), de meubles et d'objets médiévaux. Il écrit dans ses Souvenirs : « les manuscrits et les chroniques du vieux temps devinrent aussitôt mes lectures favorites ; les châteaux, les monuments et les meubles gothiques furent les nouveaux objets de mes investigations ». Parmi ses sources (il notait soigneusement la cote des ouvrages qu'il consultait), on trouve Le Roman de Renaud de Montauban, le Virgile du Vatican, des croquis de la Tapisserie de Bayeux... Il pousse le détail jusqu'à noter les couleurs employées par les enlumineurs.
Lors de son retour à Lyon, il cultive son amitié pour Pierre Révoil avec lequel, en compagnie d'un petit cénacle, il découvre la nature et les vestiges médiévaux des environs lyonnais, de Saint-Martin d'Ainay, de Fourvière, du cloître de l’Observance, de Saint-Just ou de l'Île Barbe. C'est avec ce décor en arrière-plan que Révoil, en 1798, les représente tous deux dans un dessin qu'il offre à son « frère ». À l'historicisme des peintres troubadours se mêle « une poétique de la nature » et « la recherche du révolu, du lointain ou de la solitude ». Ainsi, la crypte abandonnée de Saint Irénée à Saint-Just servira à Fleury-Richard dans ses études pour Un Chevalier en prière dans une chapelle, se préparant au combat ; la construction utilisée dans Jeune fille à la fontaine est un sarcophage romain de l'Île-Barbe ; on retrouve encore l'Île-Barbe, associée au cloître de Notre-Dame-de-l'Isle à Vienne dans L'Ermitage de Vaucouleurs.
Sa méthode de travail habituel est de peindre un décor réel auquel il ajoute des éléments faisant penser à un décor de théâtre et une scène historique n'ayant rien à voir avec l'histoire du lieu.

### Influence de David

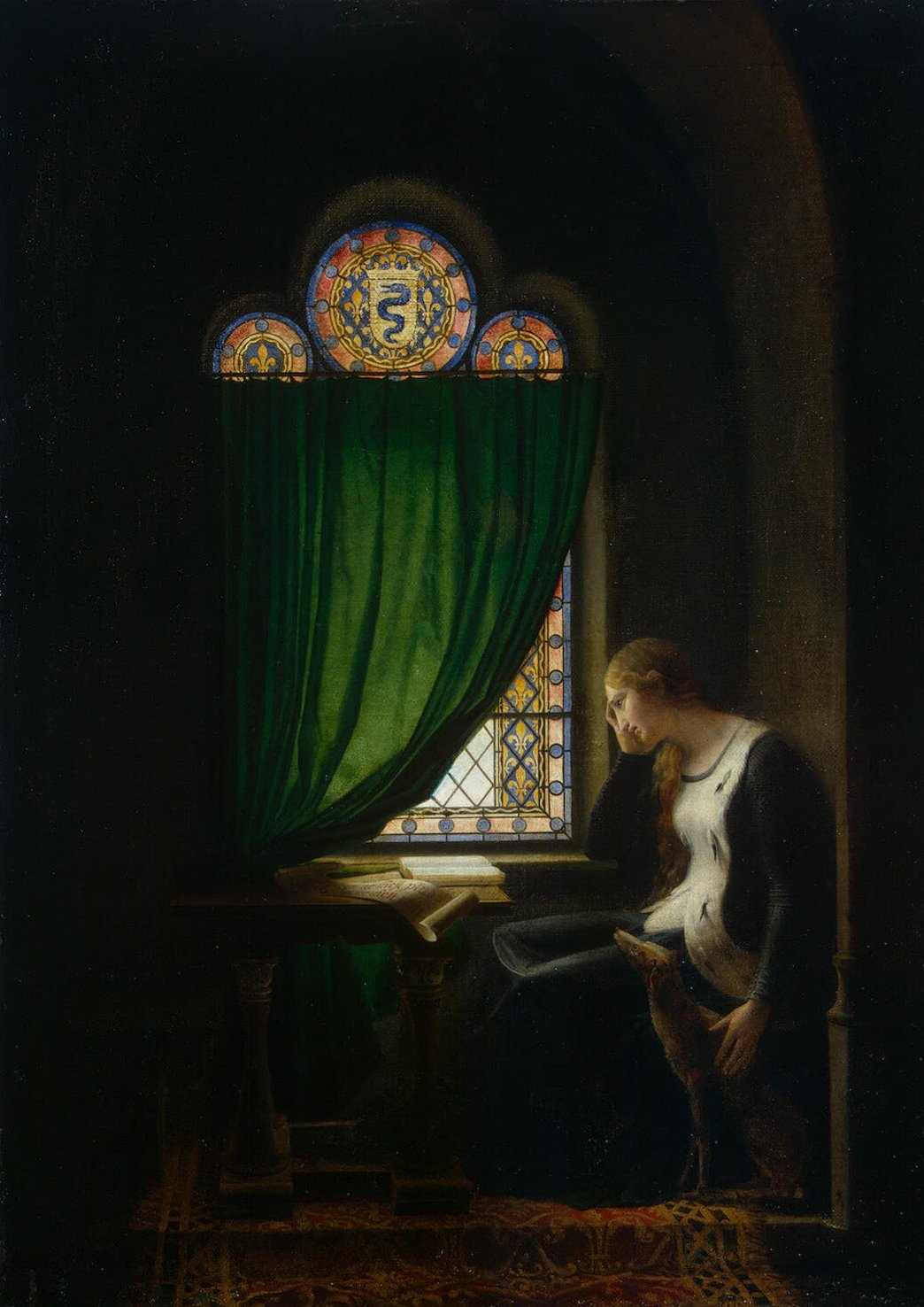
Valentine de Milan pleurant la mort de son époux Louis d'Orléans
(vers 1802), musée de l'Ermitage, Saint-Pétersbourg

Si Fleury Richard reçoit ses premières leçons à Lyon, tournées vers la Fabrique, c'est dans l'atmosphère néo-classique de l'atelier de Jacques-Louis David que se déroule l'essentiel de sa formation. Comme bien des artistes anglais et allemands de cette époque, Fleury Richard, passionné d'histoire, est fasciné par la chevalerie du Moyen Âge et par la Renaissance. Sa visite du musée des monuments français où se trouve exposé le tombeau de Valentine de Milan lui inspire sa première grande œuvre dans le style utopique et mélancolique des peintures de style troubadour. Ce tableau est le premier d'une longue série, ou il utilise un rideau vert laissant entrer la lumière par transparence. De nombreux artistes reprendront ce détail par la suite.
Ce style, né au sein même de l’atelier de David, va imposer un courant historiciste puisant chez les maîtres des XIVe et XVe siècles une iconographie plus anecdotique que véritablement historique. François-René Martin présente cette tendance comme « un repli sur la sphère privée ». Richard est notamment émerveillé par les œuvres attribuées au roi poète, le « bon Roi René », et plus particulièrement par son traité d'histoire de l’art : Le Cuer d’amours espris.

## Critique et postérité
Alors que l'on cherche, au début du XXe siècle, à le rattacher à l'école lyonnaise malgré sa formation parisienne, sa carrière nationale et sa peinture dont le genre historique n'est pas spécifique à Lyon, son exécution est parfois qualifiée de méticuleuse et sèche. On trouve dans les écrits critiques de Fleury-Richard une réflexion préfigurant son rattachement avant l'heure au mouvement symboliste : 

« La peinture n’est pas une imitation de la réalité. C’est un symbole, un langage figuré qui présente l’image de la  pensée ; et la pensée s’élevant jusqu'à la source de la beauté infinie y trouve ces formes archétypes signalées par Platon, dont les êtres créés ne sont que des copies. »

## Œuvres
- 1802 ca : Valentine de Milan pleurant la mort de son époux Louis d’Orléans, assassiné en 1407, par Jean, duc de Bourgogne , musée de l'Ermitage, Saint-Pétersbourg
- 1803 : L'Atelier du peintre, collection particulière
- 1804 : Vert-Vert, musée des beaux-arts de Lyon
- 1804 : François Ier montre à Marguerite de Navarre, sa sœur, les vers qu'il vient d'écrire sur une vitre avec son diamant , Arenenberg, Salenstein
- 1804 : Charles VII écrivant ses adieux à Agnès Sorel , musée national des châteaux de Malmaison et de Bois-Préau, Rueil-Malmaison
- 1805 : Un Chevalier en prière dans une chapelle, se préparant au combat, musée des beaux-arts de Lyon
- 1805 : Mlle de la Vallière carmélite, tableau commencé en 1804, achevé en 1805. Première version et réplique autographe (Arenenberg, Salenstein et collection particulière). Version définitive présentée au Salon de 1806 (Musée Pouchkine de Moscou)
- 1806 : Jacques de Molay, grand maître des Templiers, château de Malmaison, Rueil-Malmaison
- 1808 : La Déférence de saint Louis pour sa mère, Arenenberg, Salenstein
- 1810 : La Mort de saint Paul ermite, musée Gassendi, Digne-les-Bains
- 1817 ca : Le Peintre et sa famille, musée des beaux-arts de Lyon
- 1819 : Tannegui du Chastel sauvant le Dauphin, musée national du château de Fontainebleau
- 1819 : L'Ermitage de Vaucouleurs, musée du Louvre, Paris
- 1820 ca : Le Petit Chaperon rouge, musée du Louvre, Paris
- 1821 : Le Tasse en prison visité par Montaigne, musée des beaux-arts de Lyon
- 1822 ca : La Mort du prince de Talmont, musée municipal de Bourg-en-Bresse
- 1822 : La Chartreuse de St Bruno, musée de Grenoble
- 1825 : Jeune fille à la fontaine, musée des beaux-arts de Lyon
- 1844 : Comminges et Adélaïde au couvent de la Trappe, musée des beaux-arts de Lyon
- Sans date :
  - Intérieur de couvent, musée des beaux-arts de Lyon
  - Scène dans une chapelle ruinée, musée des beaux-arts de Lyon
  - Entrée de couvent, musée des beaux-arts de Lyon
  - Galerie du cloître de l'ancien couvent des Cordeliers de l'Observance, à Lyon, musée des beaux-arts de Lyon
  - Le Cloître Saint-Trophime d'Arles, musée des beaux-arts de Lyon
  - Madame Elisabeth de France, sœur du roi, assistant à la distribution du lait dans sa maison de Montreuil, musée des beaux-arts de Lyon
  - Madame Elisabeth dans son jardin de Montreuil, musée national des châteaux de Versailles et de Trianon

## Galerie

Fleury-Richard au musée des beaux-arts de Lyon
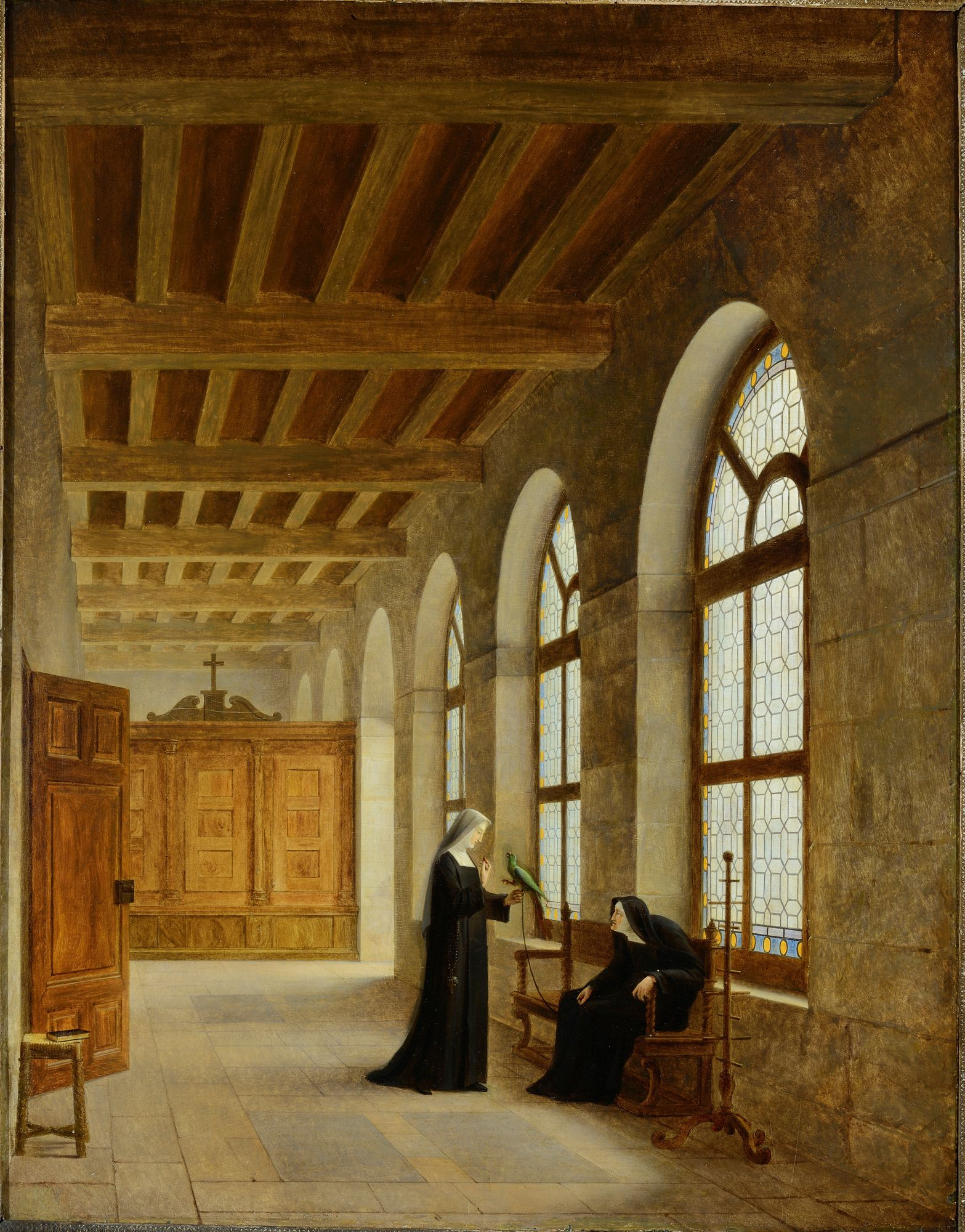
Vert-Vert (1804)
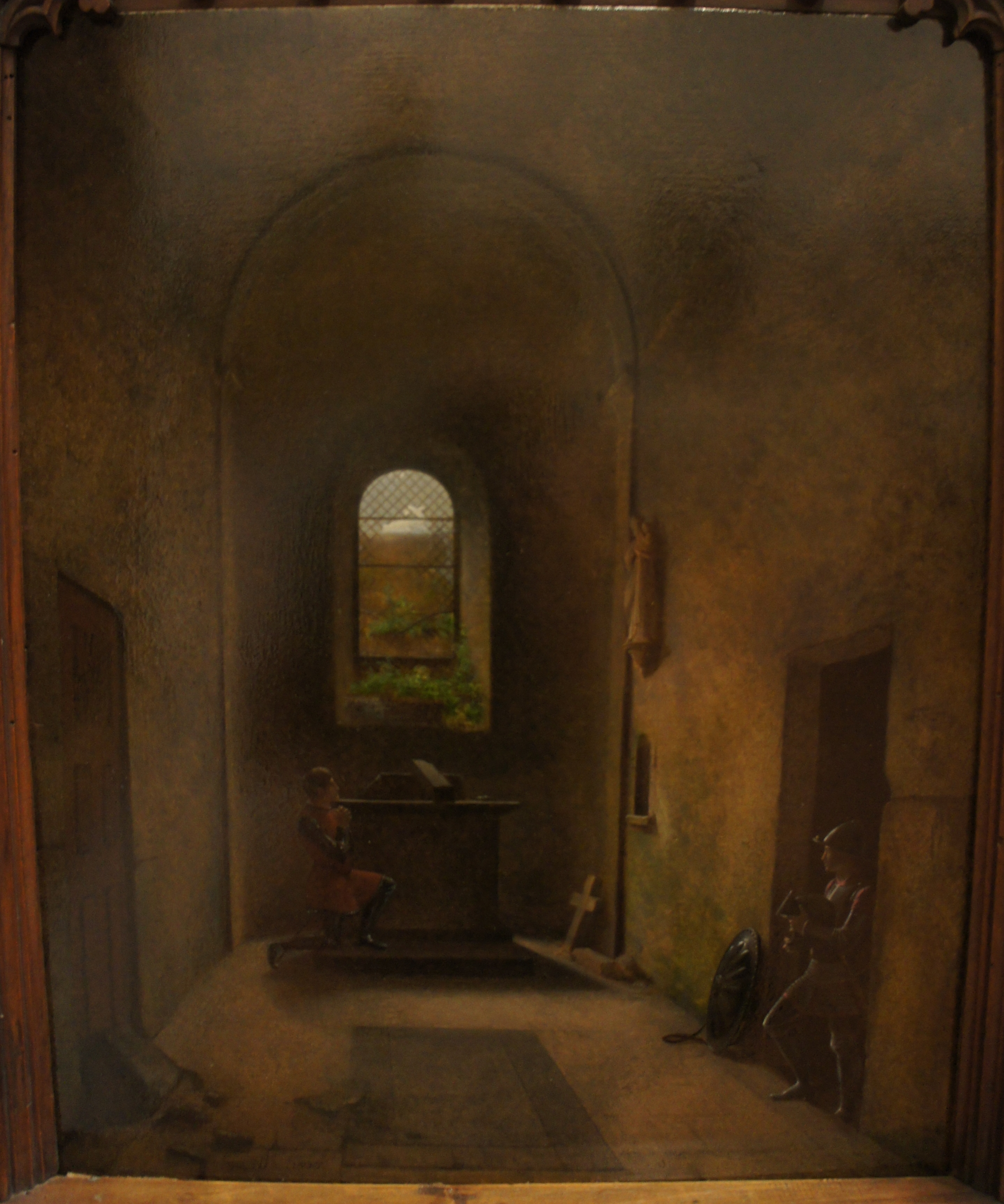
Un Chevalier en prière dans une chapelle, se préparant au combat (1805)
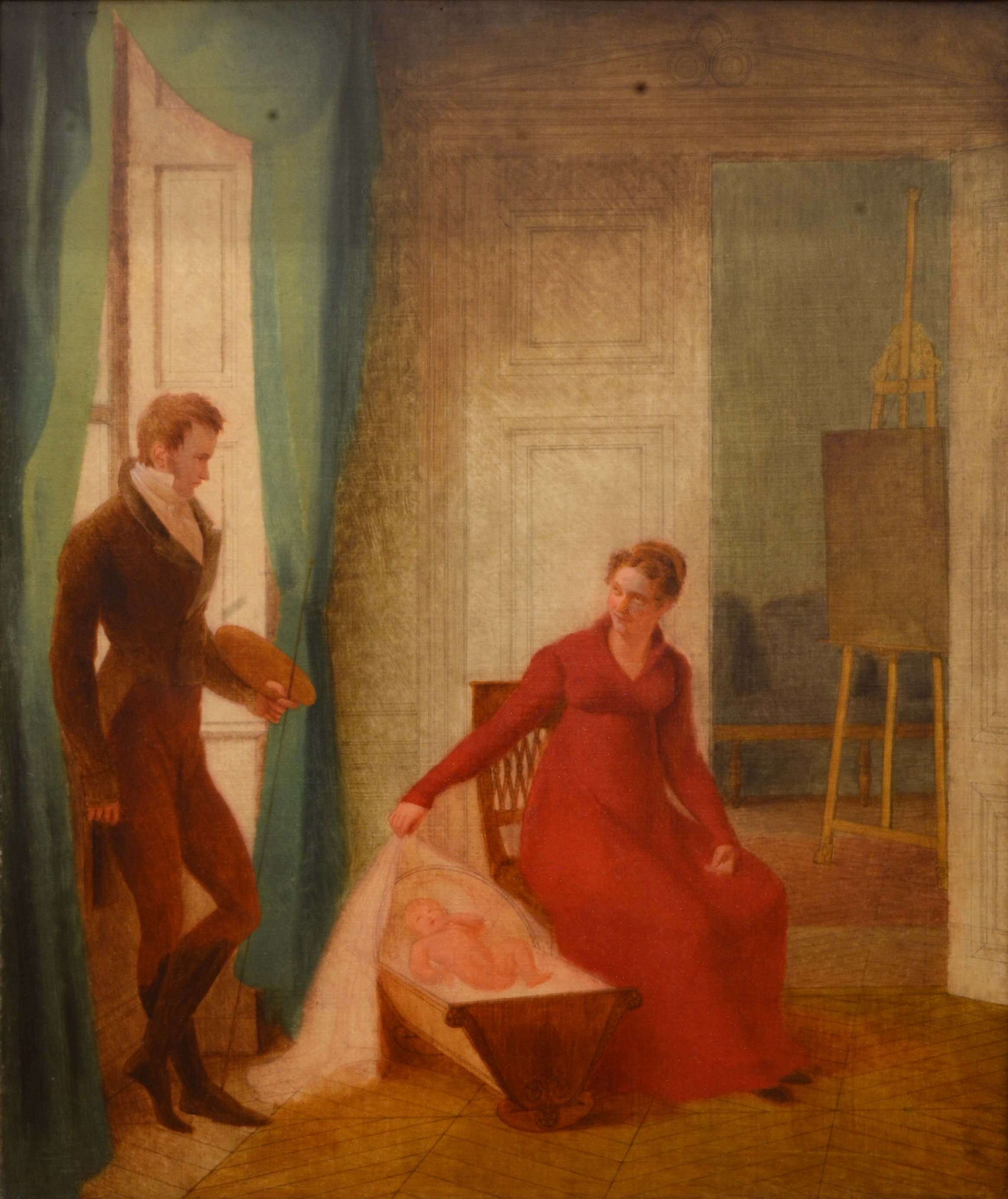
Le Peintre et sa famille (vers 1817)
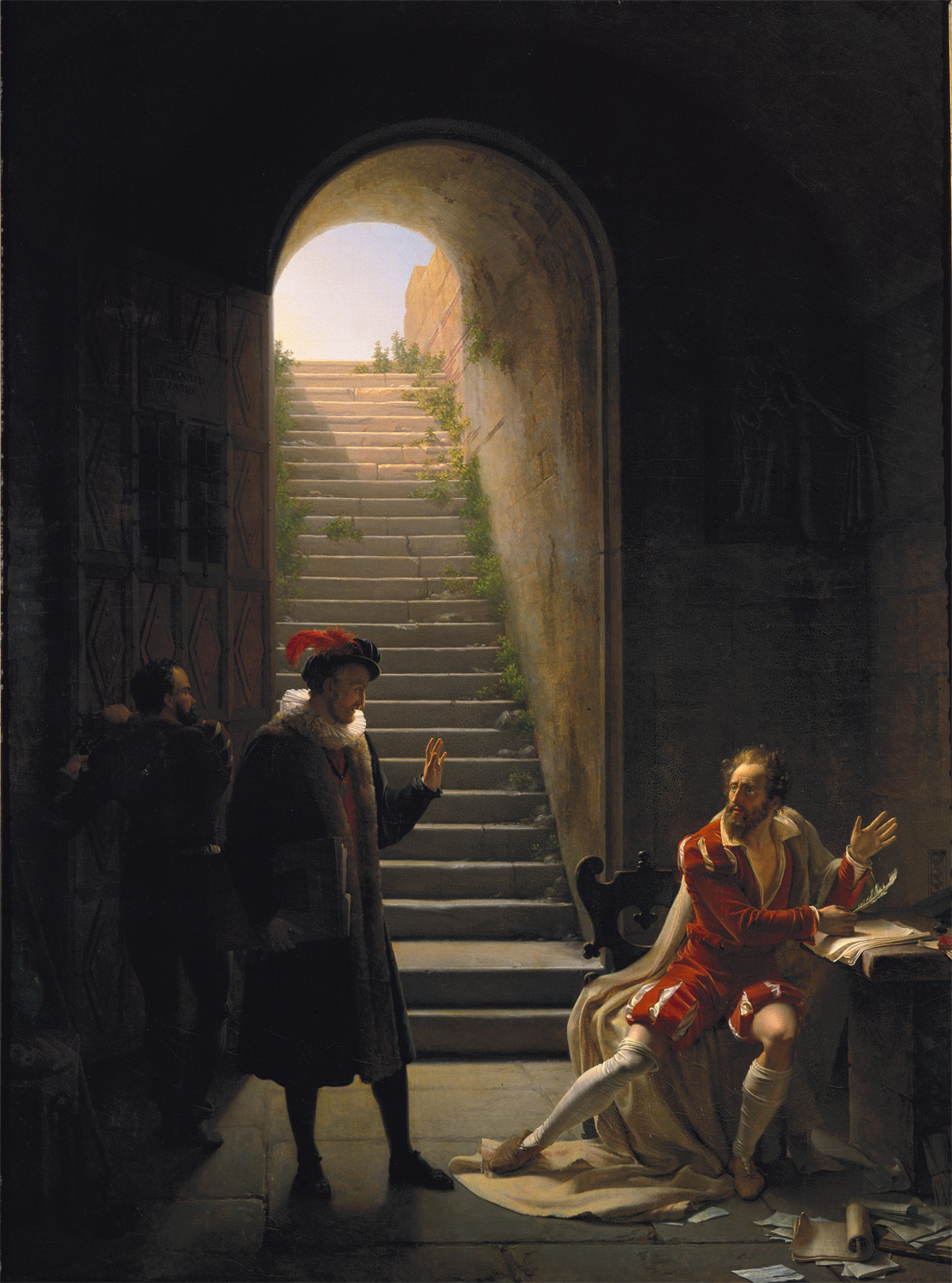
Le Tasse en prison visité par Montaigne (1821)
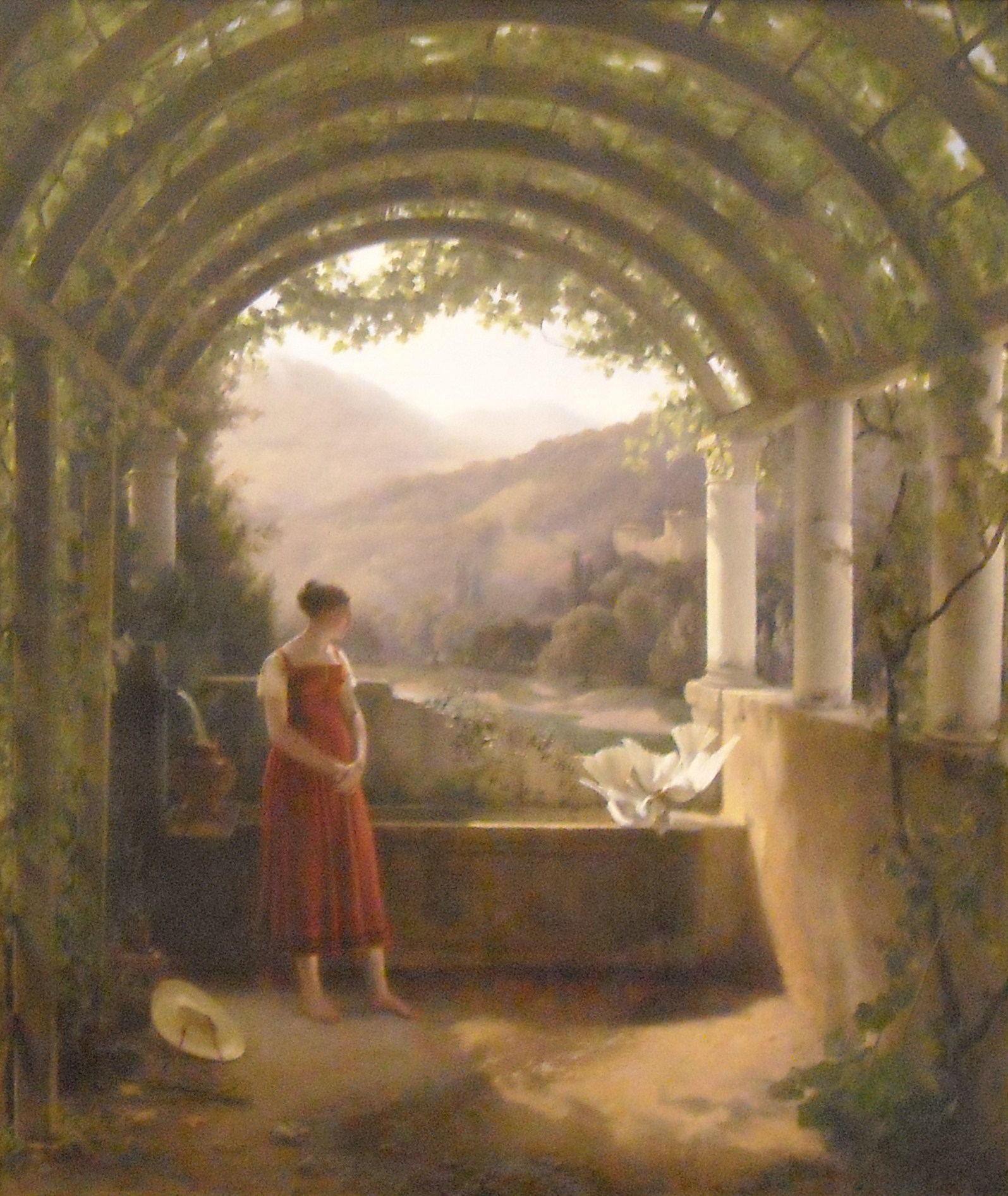
Jeune fille à la fontaine (1825)
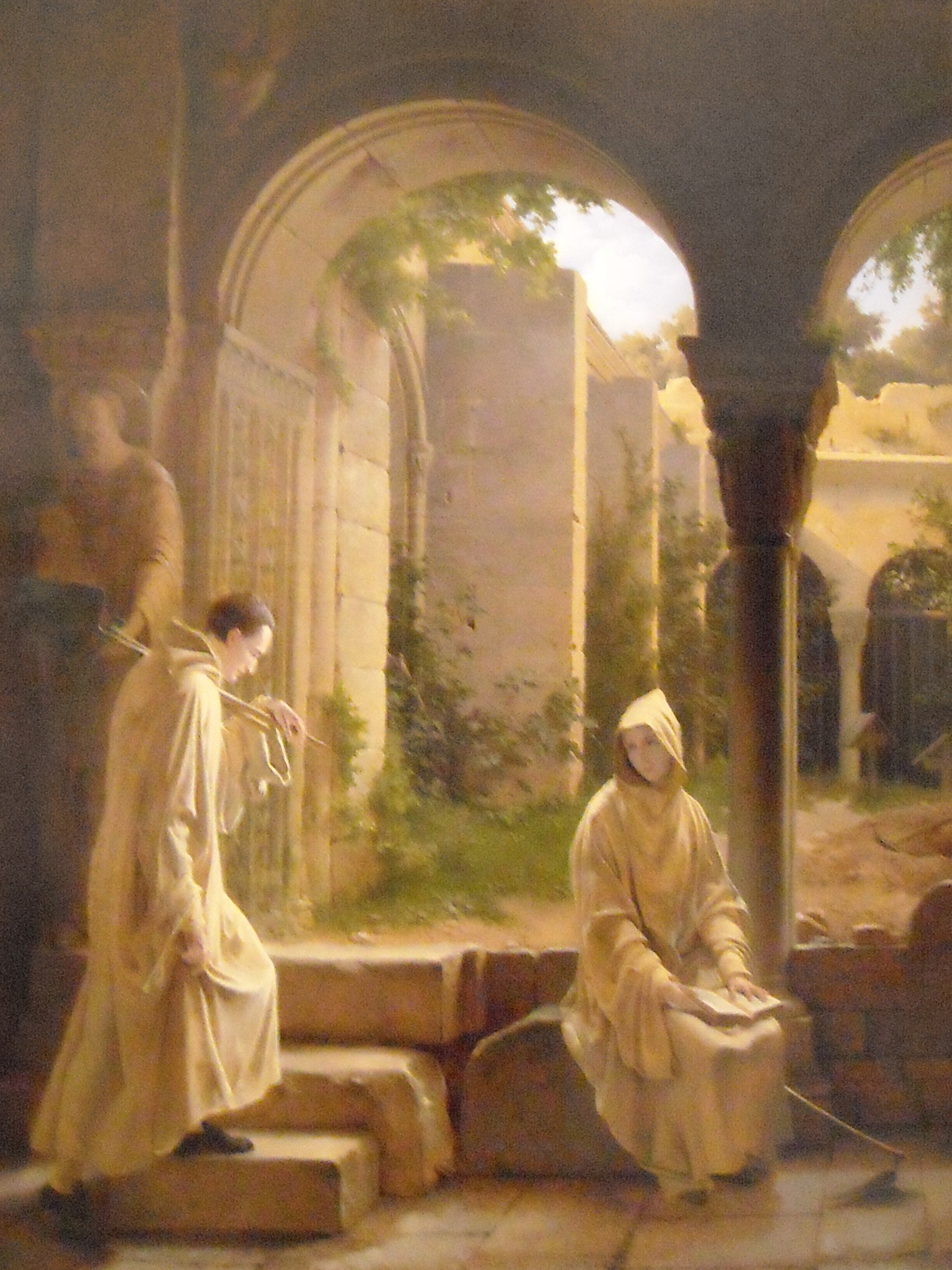
Comminges et Adélaïde au couvent de la Trappe (1844)
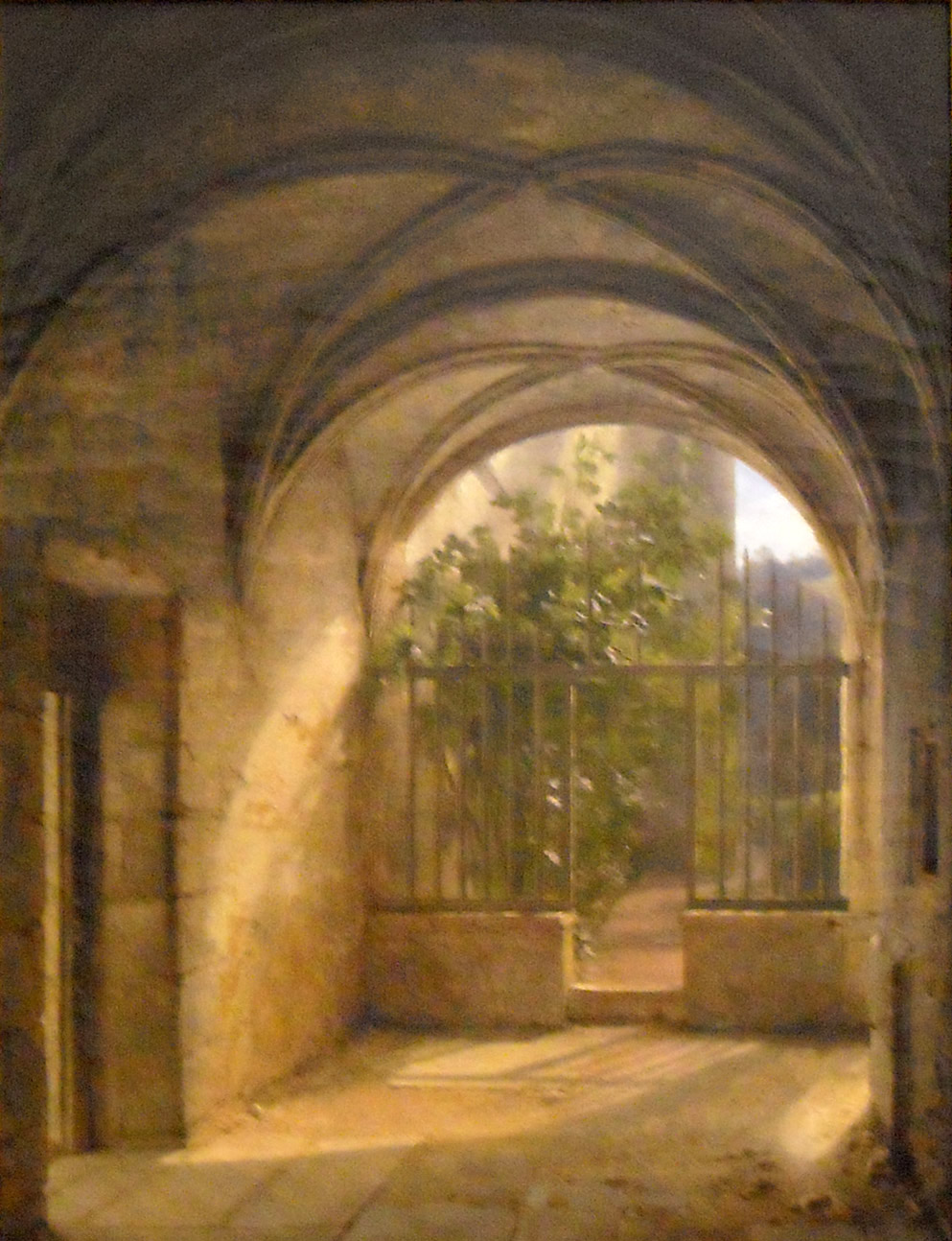
Intérieur de couvent (sans date)
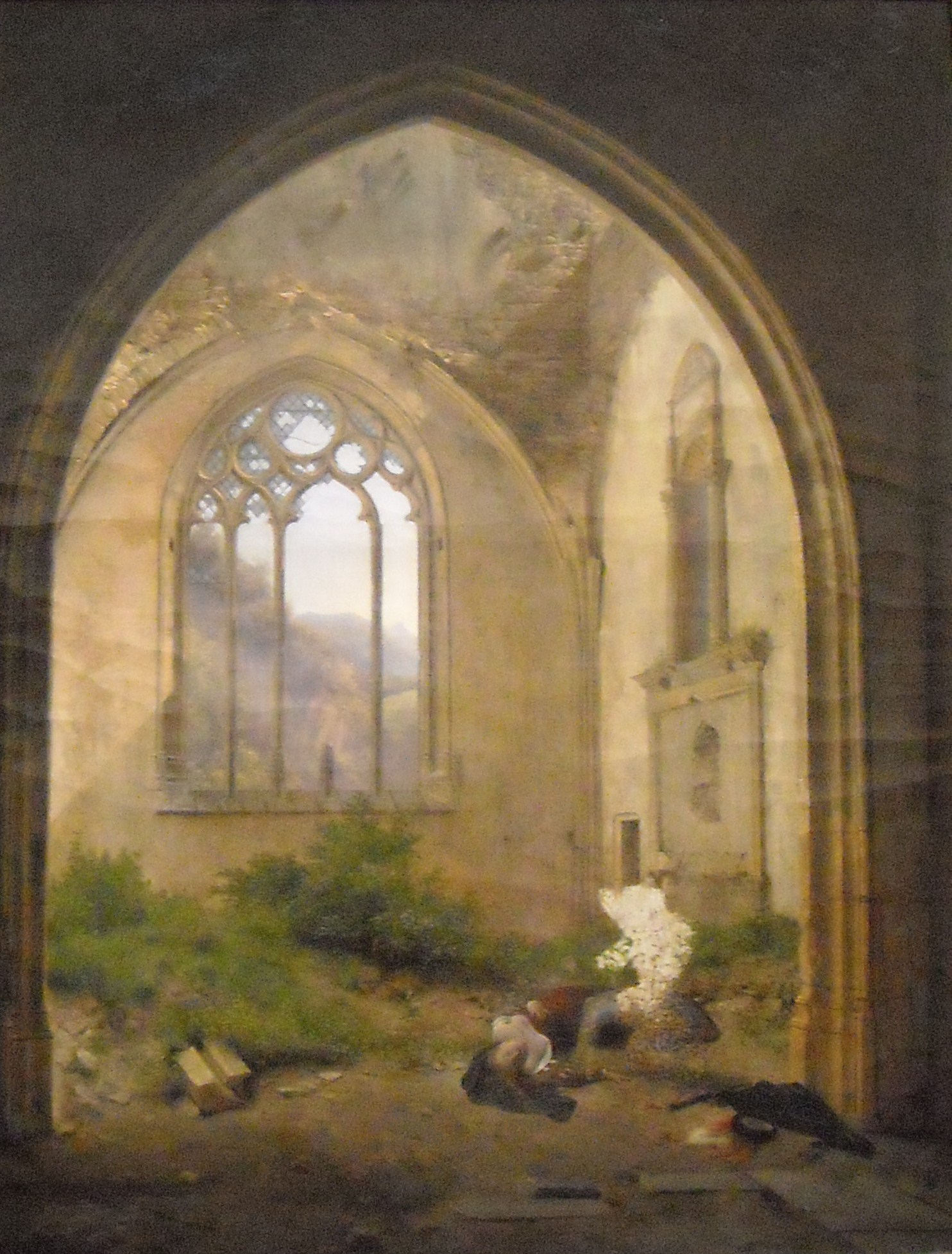
Scène dans une chapelle ruinée (sans date)

Fleury-Richard en France
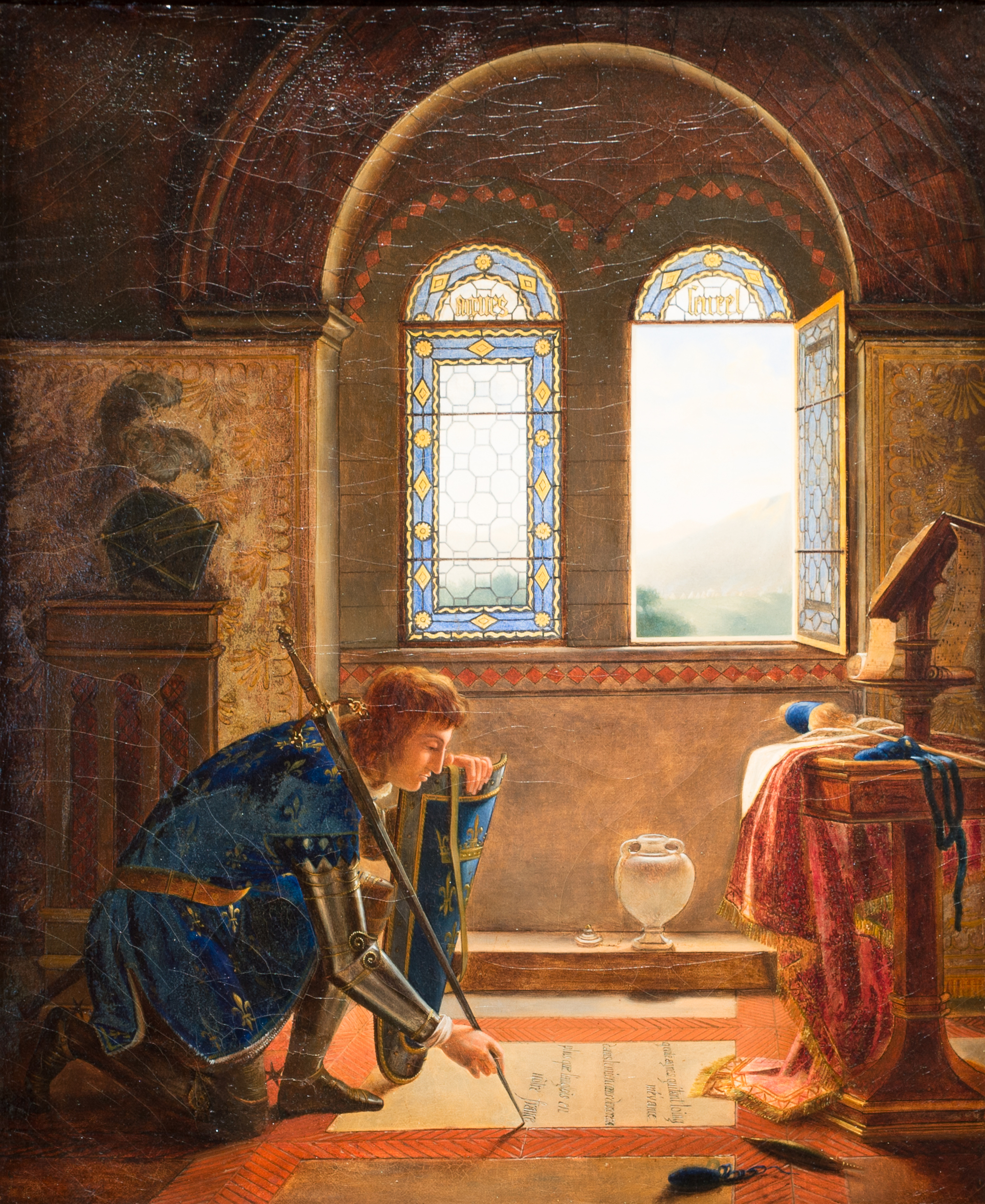
Charles VII écrivant ses adieux à Agnès Sorel  (1804), musée national des châteaux de Malmaison et de Bois-Préau, Rueil-Malmaison
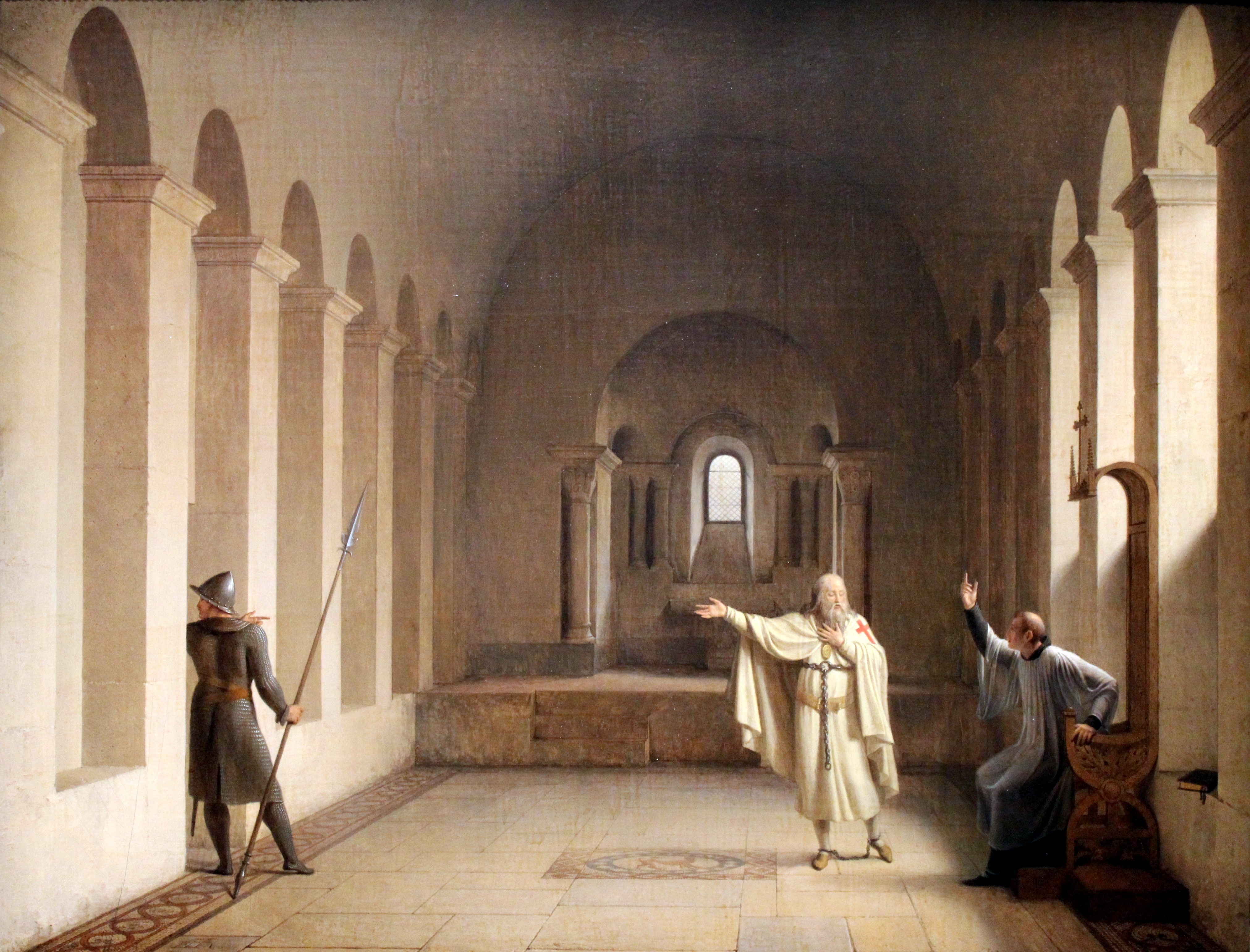
Jacques de Molay, grand maître des Templiers (1806), château de Malmaison, Rueil-Malmaison
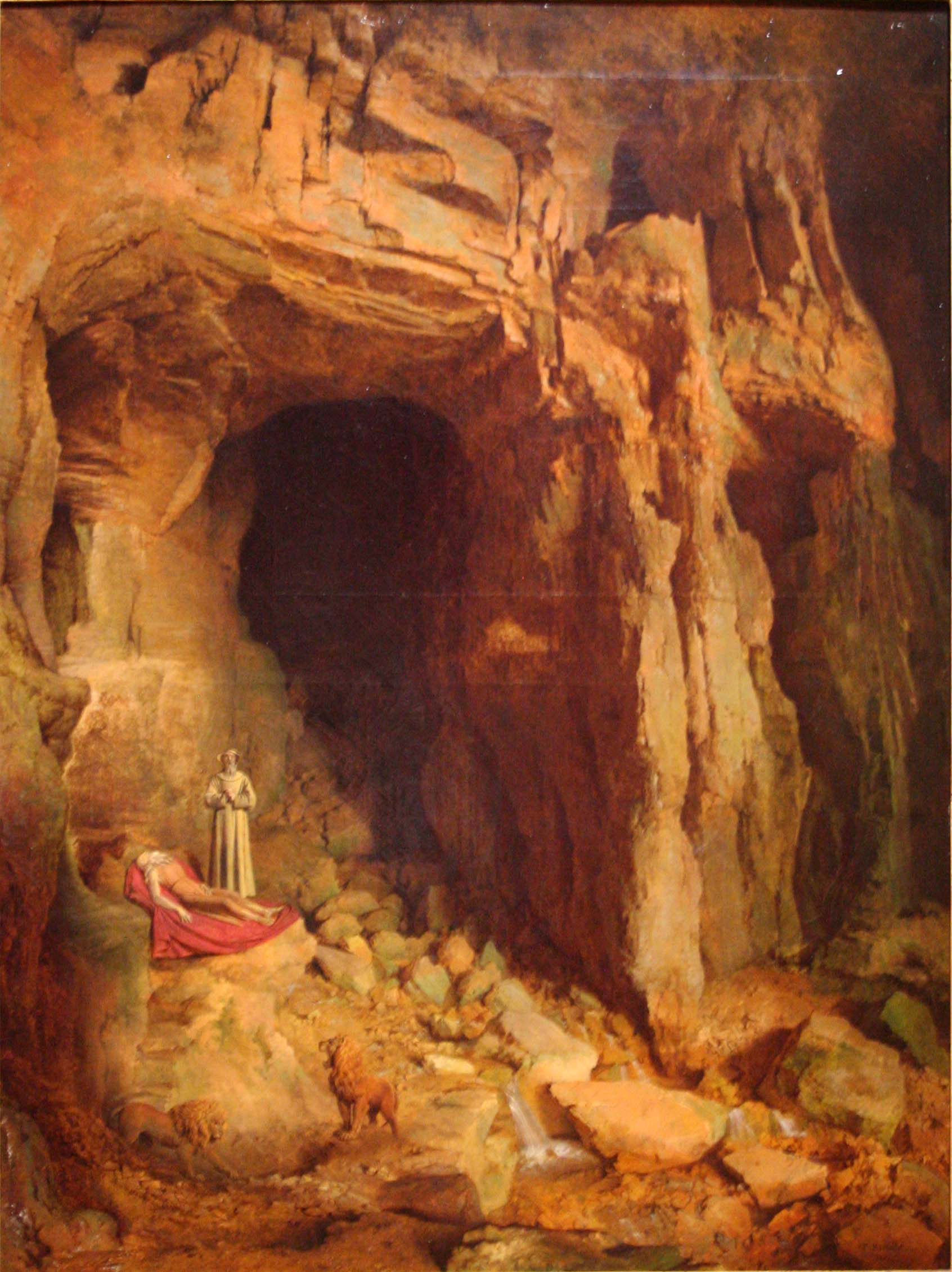
La Mort de saint Paul ermite (1810), musée Gassendi, Digne-les-Bains
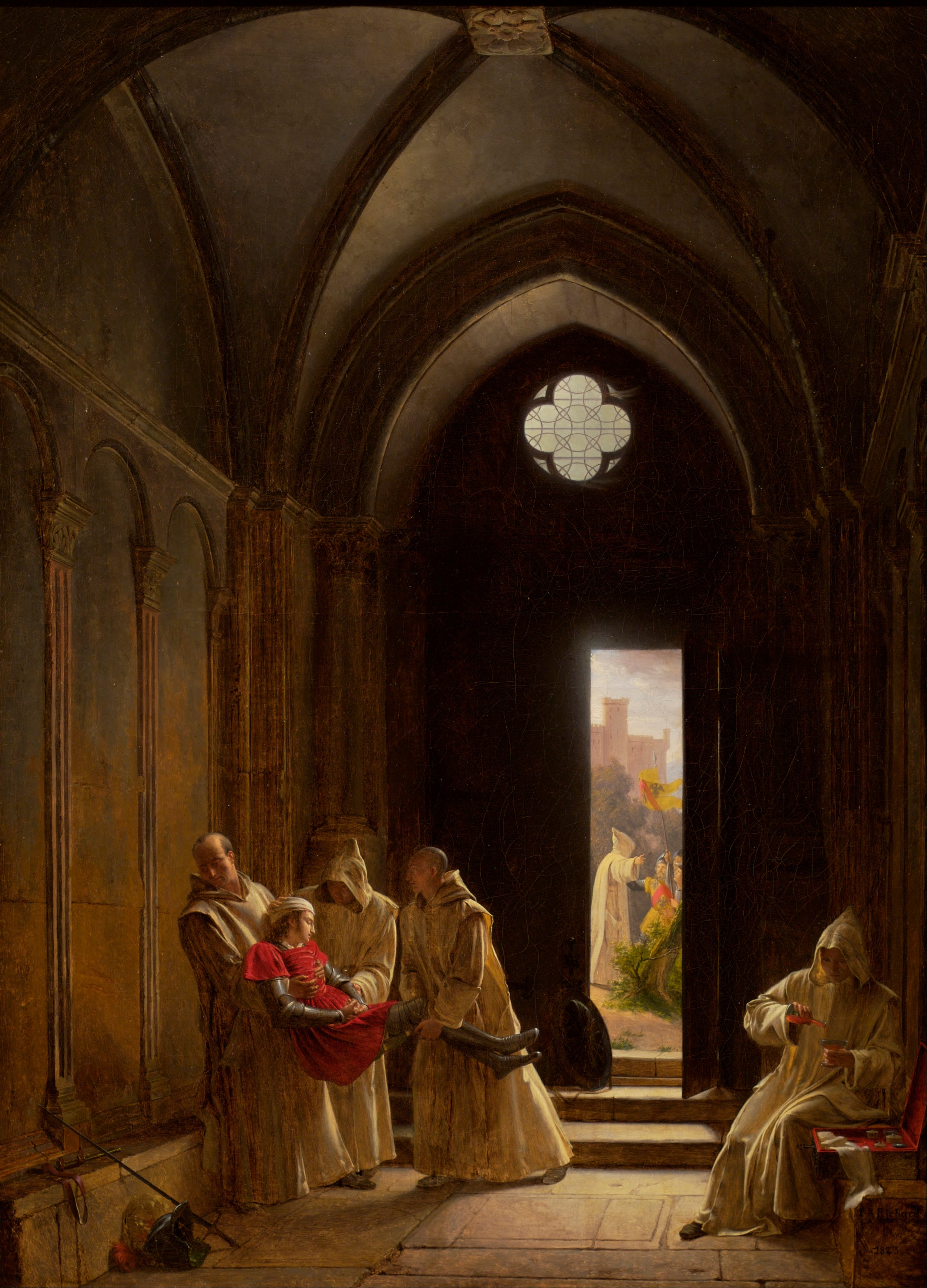
La Mort du prince de Talmont (vers 1822), musée municipal de Bourg-en-Bresse

Fleury-Richard dans d'autres pays
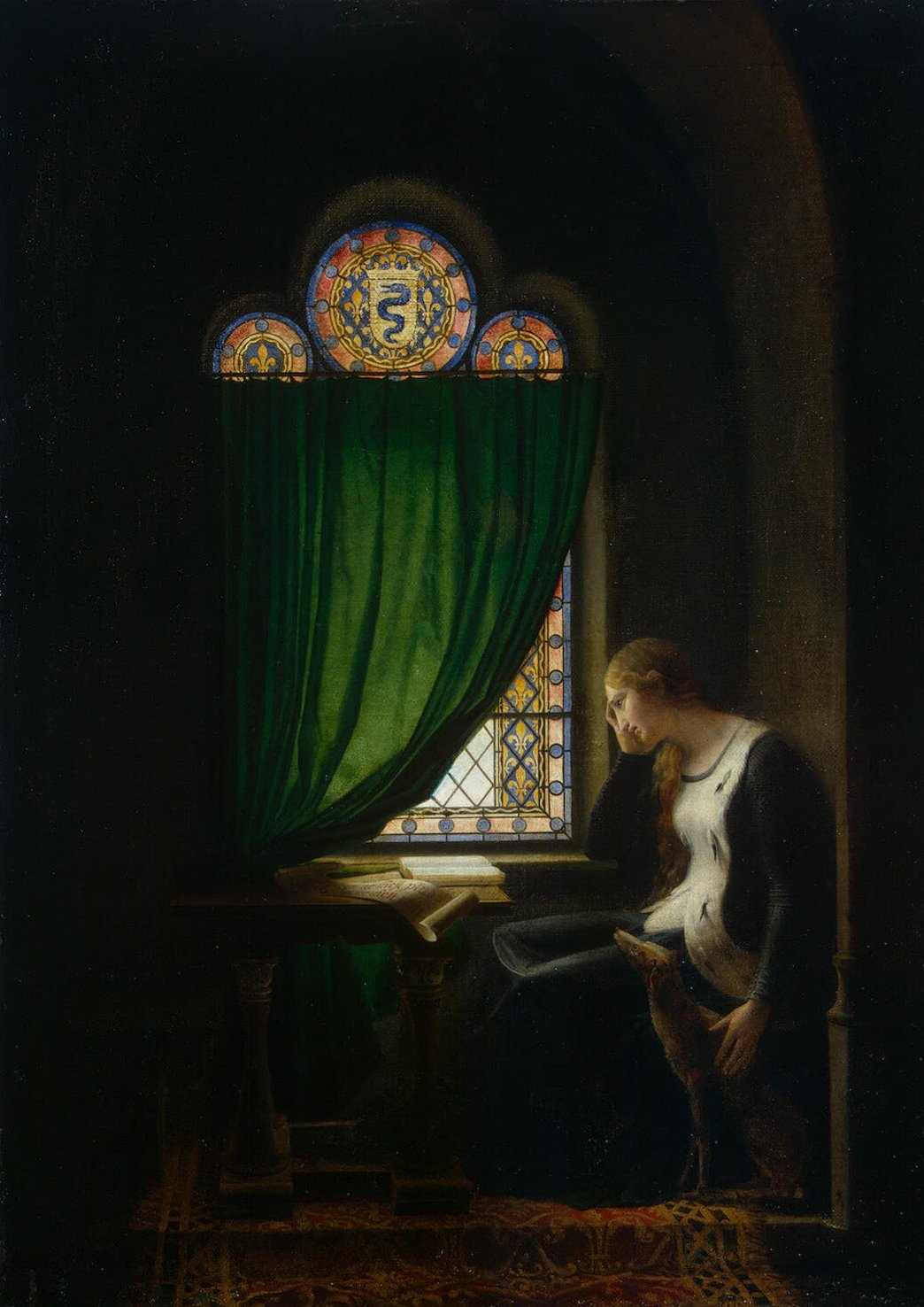
Valentine de Milan pleurant la mort de son époux Louis d'Orléans (vers 1802), musée de l'Ermitage, Saint-Pétersbourg
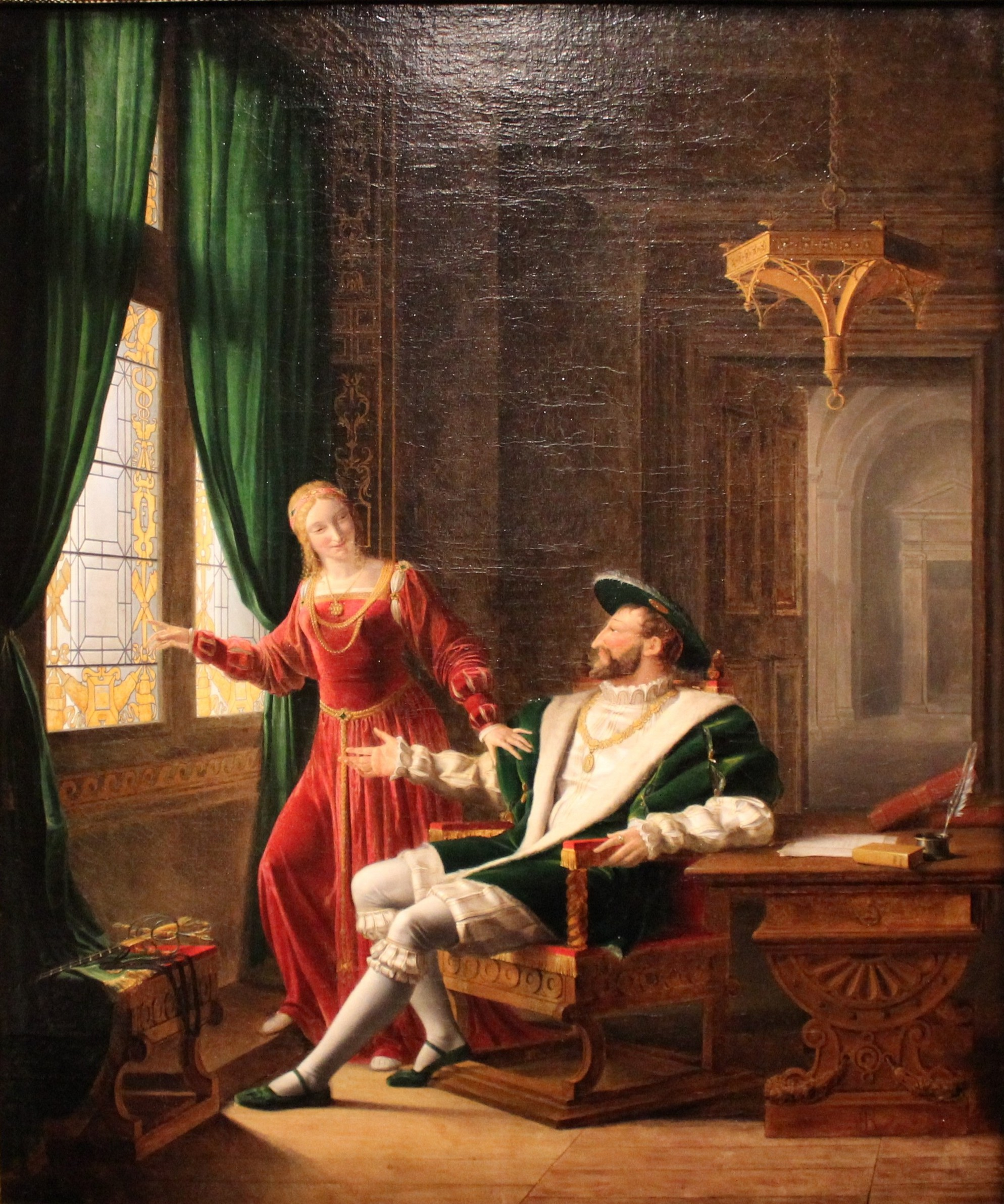
François Ier montre à Marguerite de Navarre, sa sœur, les vers qu'il vient d'écrire sur une vitre avec son diamant  (1804), Arenenberg, Salenstein
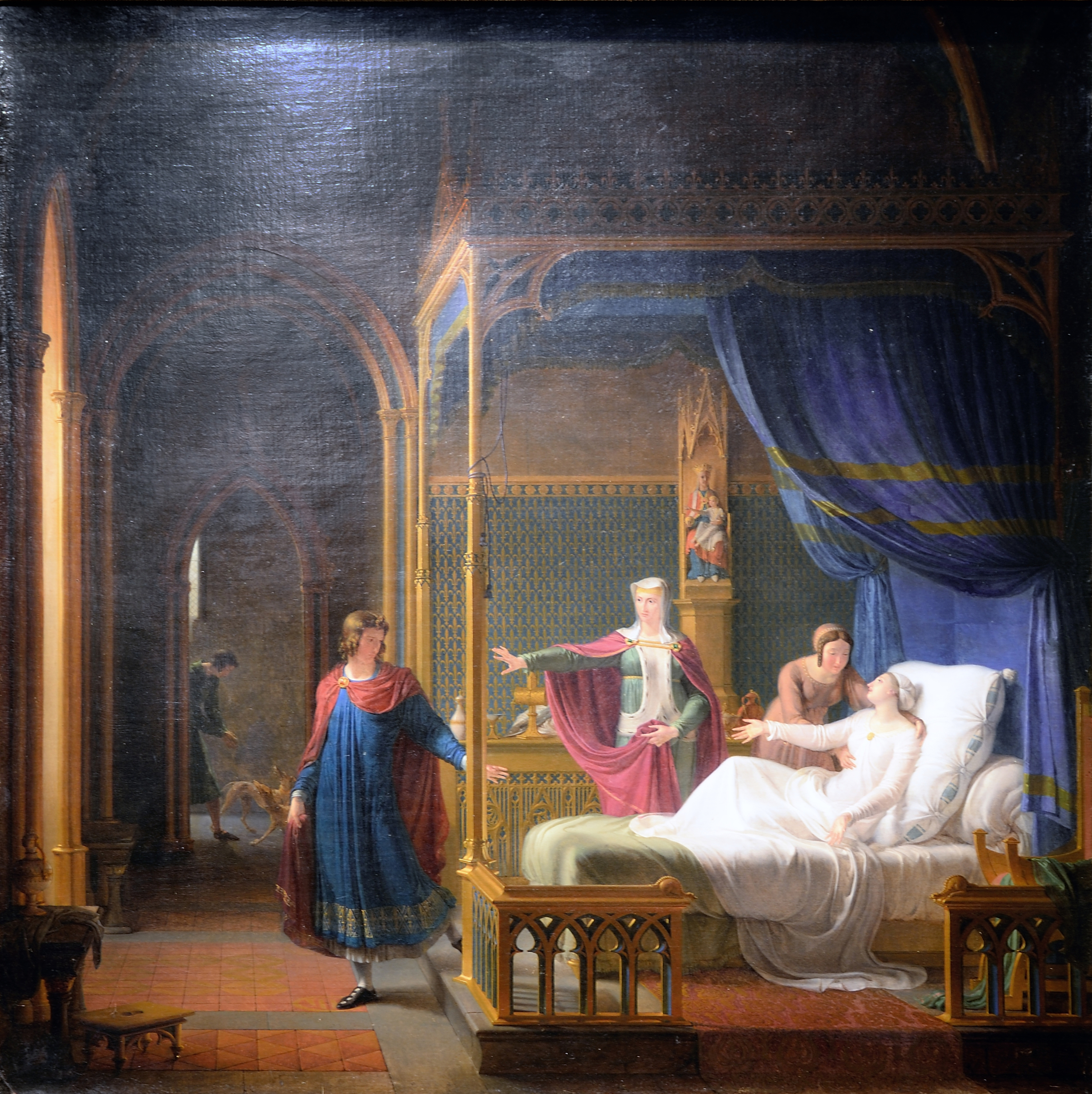
La Déférence de saint Louis pour sa mère (1808), Arenenberg, Salenstein